# Guitar World
Guitar World là một tạp chí âm nhạc hàng tháng dành cho các nghệ sĩ guitar, người hâm mộ âm nhạc và xu hướng dựa trên guitar – lần đầu được xuất bản từ tháng 7 năm 1980. Guitar World (tạp chí guitar bán chạy nhất tại Hoa Kỳ) chứa các buổi phỏng vấn và hồ sơ nghệ sĩ nguyên bản, cộng với các bài học/chuyên mục (với bản chép nhạc và các tệp âm thanh hoặc video liên quan), đánh giá trang thiết bị, tin tức và bản chép nhạc độc quyền (dành cho guitar và bass) của ba bài hát ở mỗi số in. Tạp chí được Future plc xuất bản 13 số mỗi năm (12 số hàng tháng và một số kì nghỉ lễ). Damian Fanelli là Tổng biên tập của Guitar World kể từ tháng 6 năm 2018.

## Lịch sử ra đời
Stanley Harris (một nhà xuất bản tạp chí ở New York) đã cho ra đời tạp chí Guitar World vào tháng 7 năm 1980. Số đầu tiên của tạp chí có hình nghệ sĩ blues Johnny Winter trên trang bìa và có mảng ảnh của của The Allman Brothers Band, George Thorogood và guitar điện có bàn đạp chỉnh tiếng. Như cựu Tổng biên tập Brad Tolinski viết trong số tạp chí kỷ niệm 40 năm thành lập, "Đó là một khởi đầu tốt, nhưng mảng thiết kế và nội dung biên tập vẫn còn hơi mờ nhạt. Nếu bạn so sánh nó với một bộ khuếch đại, số ít vấn đề đầu tiên của GW là một combo tweed 40 watt rắn chắc, trong khi thứ mà Harris thực sự muốn là một dãy Marshalls 100 watt."
Dennis Page (một đại diện quảng cáo tranh thủ phụ trách mảng kinh doanh của tạp chí mới) đã thuê một Tổng biên tập mới là Noe Goldwasser [hay được gọi là Noe Gold]; Gold đã để tâm đến giới nhạc metal underground, nên in bài đầu tiên trong số nhiều câu chuyện trang bìa với Eddie Van Halen. Ông là người biên tập một số số báo mang tính bước ngoặt ở thập kỷ đầu tiên của tạp chí, tính cả số kỷ niệm lần thứ 5 của GW vào năm 1985, trong đó có nguyên tập kỷ niệm Jimi Hendrix; và một lời tri ân dành cho Jimmy Page của Led Zeppelin vào tháng 7 năm 1986, ghi một cuộc phỏng vấn dài 15 trang với vị huyền thoại ẩn dật này, cùng với các bản chép lại những ghi chú đầu cho các khúc solo của Page với Stairway to Heaven và Rock and Roll.
Khi Gold rời tạp chí vào năm 1988, những người thay thế ông là Tổng biên tập Joe Bosso và Giám đốc biên tập Matt Resnicoff. Do sở thích âm nhạc khác nhau của họ (Bosso thích đưa tin về các nghệ sĩ rock 'n' roll trong khi Resnicoff là một tín đồ của jazz-fusion), tạp chí đã vấp phải cách tiếp cận chia sẽ về mảng đưa tin. Như nhà xuất bản Page kể, "Có lúc tạp chí đã lạc lối. Chúng tôi bắt đầu đưa vào rất nhiều nhạc jazz, thứ mà độc giả của chúng tôi chẳng quan tâm. Tôi biết chìa khóa dành cho chúng tôi là trẻ hơn chứ không phải già đi."
Thay đổi ấy đã đến vào năm 1989, khi Tolinski được mời đảm nhận vai trò lãnh đạo của tạp chí. Tolinski viết vào năm 2020: “Chỉ cần nhìn thoáng qua các số tháng 5 và tháng 6 năm 1989 là tóm tắt được câu chuyện. Ở một trang bìa, Allan Holdsworth trông có vẻ khá lo lắng rụt rè nấp sau cây đàn Steinberger của anh ấy, và ở trang tiếp theo, Zakk Wylde bùng nổ với cơn giận dữ con thú thuần túy trong khi tít báo hét lên SPECIAL REPORT! THE YOUNG GUNS OF METAL. GW đã chuyển từ đen trắng sang in màu đầy đủ."
Tolinski vẫn ở lại tạp chí cho đến tháng 4 năm 2015, khi vị trí của ông được thay thế bởi Jeff Kitts (từng nằm trong ban biên tập của GW từ đầu thập niên 1990). Rồi người kế nhiệm Kitts là Damian Fanelli, làm tổng biên tập của GW kể từ tháng 6 năm 2018; Fanelli đã làm việc cho tạp chí từ năm 2011, lúc đầu làm biên tập viên quản lý mảng trực tuyến của tạp chí, rồi trở thành biên tập viên quản lý của tạp chí.

## Lịch sử xuất bản và tạp chí chị em
Số đầu tiên của Guitar World chỉ dày 82 trang, có số lượng nhân viên và ngân sách rất nhỏ và thậm chí không có lịch phát hành hàng tháng trong khoảng 12 năm đầu tiên xuất bản. Đến năm 1984, GW bắt đầu nhân lên – các chi nhánh phát sinh trở thành một phần trọng tâm của ấn phẩm khi chủ nhân tìm cách mở rộng phạm vi tiếp cận sang các thị trường và nhân khẩu học khác. Năm ấy chứng kiến sự ra đời của Guitar Heroes, chuyên mục hướng dẫn one-shot cho hơn 100 người trong số các nghệ sĩ guitar vĩ đại nhất mọi thời đại. Đầu năm 1992, ý tưởng này được phục hồi với tên gọi Guitar World Legends bán thường niên, song đi kèm một thay đổi lớn: mỗi số báo được hình thành nhằm tôn vinh dành cho một nghệ sĩ hoặc thể loại, và chứa các cuộc phỏng vấn, các bài học, hướng dẫn trang thiết bị, ảnh hiếm, v.v cũ của GW.
Revolver (một trong những ấn phẩm hard rock và metal hàng đầu vẫn đang hoạt động) được xem là ấn phẩm chị em của GW vào năm 1999. Khi xuất hiện trên các sạp báo vào mùa xuân năm 2000, số đầu tiên của Revolver chứa đựng sự kết hợp nội dung độc đáo, gồm lịch sử truyền miệng về The Doors, cảnh hậu trường về giới nhạc pop Nhật Bản và các thành viên của Slipknot mặc vest thời trang của nam. Nhưng có lẽ thế giới vẫn chưa sẵn sàng cho một sự kết hợp chiết trung như vậy: chỉ sau một vài số phát hành, Revolver đã được tái trang bị và tái ra mắt lại thành tạp chí mà người hâm mộ metal biết đến ngày nay. 
GW lần lượt được các đơn vị Harris Publications xuất bản từ 1980 đến 2003 và Future US xuất bản từ 2003 đến 2012. NewBay Media tiếp quản tạp chí từ năm 2012 đến 2018, cho đến khi Future plc mua lại tạp chí vào tháng 4 năm 2018. Guitar World từng mô tả ca khúc "War Pigs" của Black Sabbath là "bài hát heavy metal hay nhất từ trước đến nay."

### Nhân sự biên tập chủ chốt[12]
- Tổng biên tập – Damian Fanelli
- Biên tập âm nhạc cấp cao – Jimmy Brown
- Biên tập công nghệ – Paul Riario
- Phó tổng biên tập – Andy Aledort, Chris Gill
- Giám đốc nghệ thuật – Mixie von Bormann

## GuitarWorld.com
GuitarWorld.com được ra mắt lần đầu tiên vào năm 1994 dưới dạng bản sao trực tuyến của tạp chí Guitar World. Ấn bản do một nhóm điều hành riêng so với ấn phẩm in và đăng các tin tức, tính năng, cuộc phỏng vấn, bài học, bài đánh giá và hướng dẫn người mua về guitar cập nhật từng phút, cũng như nội dung chọn lọc từ tạp chí. Trang web đạt 3,3 triệu người dùng mỗi tháng. Kể từ năm 2020, ấn phẩm đã trở thành ngôi nhà trực tuyến của các thương hiệu guitar khác của Future, kể cả các tựa tạp chí Guitarist, Total Guitar, Guitar Techniques của Anh và Bass Player của Mỹ, trước đây tất cả đều được lưu trữ trên trang web chị em MusicRadar của GuitarWorld.com. Australian Guitar cũng là một phần trong danh mục thương hiệu GuitarWorld.com.
Trong kỷ nguyên NewBay Media của Guitar World, trang web do Damian Fanelli làm biên tập (hiện đang nắm chức Tổng Tổng biên tập của tạp chí in). Kể từ năm 2019, Tổng biên tập của GuitarWorld.com là cựu biên tập viên mảng guitar của MusicRadar, Michael Astley-Brown.

### Nhân sự[14]
- Tổng biên tập – Michael Astley-Brown
- Phó tổng biên tập – Jackson Maxwell
- Đội tác giả – Sam Roche, Matt Owen